# Upstairs at Eric's
| Críticas profissionais                                                      | Críticas profissionais |
| Avaliações da crítica                                                       | Avaliações da crítica  |
| Fonte                                                                       | Avaliação              |
| --------------------------------------------------------------------------- | ---------------------- |
| All Music Guide                                                             | link                   |
| Robert Christgau                                                            | B+ link                |
| Rolling Stone                                                               | link                   |
| Esta tabela precisa de ser acompanhada por texto em prosa. Consulte o guia. |                        |

Upstairs at Eric's é o álbum de estreia da banda britânica de synth-pop Yazoo, lançado em 1982. Ele foi produzido pela banda e pelo produtor Eric Radcliffe.
O álbum recebeu esse nome por ter sido concebido em um estúdio improvisado na casa de Eric. Três hit singles saíram desse disco: "Don't Go", "Situation" e "Only You".

## Faixas
Versão britânica
1. "Don't Go" (Vince Clarke) - 3:08
2. "Too Pieces" (Clarke) - 3:14
3. "Bad Connection" (Clarke) - 3:20
4. "I Before E Except After C" (Clarke) - 4:36
5. "Midnight" (Alison Moyet) - 4:22
6. "In My Room" (Clarke) - 3:52
7. "Only You" (Clarke) - 3:14
8. "Goodbye 70's" (Moyet) - 2:35
9. "Tuesday" (Clarke) - 3:22
10. "Winter Kills" (Moyet) - 4:06
11. "Bring Your Love Down (Didn't I)" (Moyet) - 4:40

Versão estadunidense
1. "Don't Go" (Vince Clarke) - 3:08
2. "Too Pieces" (Clarke) - 3:14
3. "Bad Connection" (Clarke) - 3:20
4. "I Before E Except After C" (Clarke) - 4:36
5. "Midnight" (Alison Moyet) - 4:22
6. "In My Room" (Clarke) - 3:52
7. "Only You" (Clarke) - 3:14
8. "Goodbye Seventies" (Moyet) - 2:35
9. "Situation" (Clarke/Moyet) - 5:35
10. "Winter Kills" (Moyet) - 4:06
11. "Bring Your Love Down (Didn't I)" (Moyet) - 4:40